# Ikast Provsti
Ikast Provsti var indtil 2007 et provsti i Viborg Stift.  Provstiet lå i Ikast Kommune, Karup Kommune og Kjellerup Kommune.
Ikast Provsti bestod af flg. sogne:
- Bording Sogn
- Engesvang Sogn
- Faurholt Kirkedistrikt
- Fonnesbæk Sogn
- Frederiks Sogn
- Grathe Kirkedistrikt
- Grønbæk Sogn
- Hinge Sogn
- Hørup Sogn
- Ikast Sogn
- Isenvad Sogn
- Karup Sogn
- Kristianshede Kirkedistrikt
- Levring Sogn
- Sjørslev Sogn
- Thorning Sogn
- Vinderslev Sogn
- Vium Sogn